# Vermivoor

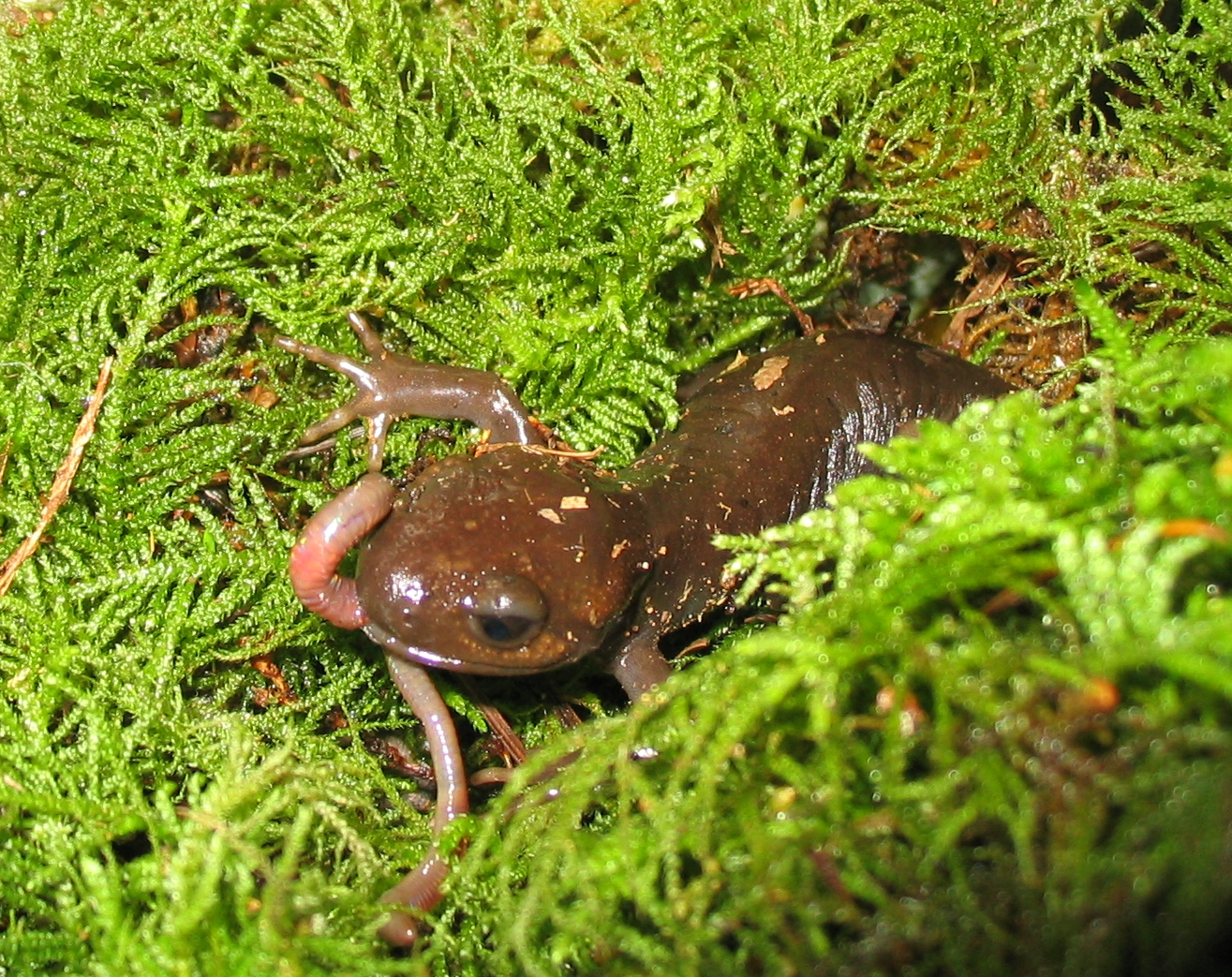
Een pacifische reuzensalamander die een worm eet

Vermivoor (afgeleid uit het Latijnse vermi, wat "worm" betekent, en vorare, wat "verslinden" betekent) is een zoölogische term voor dieren die wormen eten (inclusief ringwormen, nematoden en andere wormachtige dieren). Dieren met een dergelijk voedingspatroon staan bekend als vermivoor. Sommige definities zijn minder exclusief met betrekking tot dit voedingspatroon, maar beperken de definitie tot bepaalde dieren.
Een heel geslacht van Amerikaanse zangers heeft de naam Vermivora gekregen.
Een vermivoor die zich uitsluitend met wormen kan voeden is Paucidentomys vermidax, een soort rat die in 2011 in Indonesië werd ontdekt. De naam, die vertaald kan worden als "worm-etende muis met weinig tanden", verwijst naar het feit dat ze slechts vier tanden hebben en uitsluitend op regenwormen kunnen leven.

## Voorbeelden
- Spitsmuizen
- Brughagedissen
- Egels
- Kiwi's
- Vachtegels [6]
- Vogelbekdieren
- Bloedzuigers van het geslacht Americobdella
- Mollen[7]
- Amerikaanse roodborstlijsters
- Slangen uit het geslacht Carphophis
- Sommige zeeslakken bijv Jaspidiconus en Conus- soorten.